# Paróquias da diocese de São Miguel Paulista
Esta é uma lista de paróquias da diocese de São Miguel Paulista, uma circunscrição territorial da Igreja Católica no estado de São Paulo, Brasil. Está contida inteiramente dentro dos limites do território da cidade de São Paulo, configurando a menor diocese do Brasil, com apenas 200 quilômetros quadrados de área, mas com população que ultrapassa os três milhões de habitantes. Situa-se extremo leste do município de São Paulo, limitando-se a oeste e sul com a Arquidiocese de São Paulo, a norte com a Diocese de Guarulhos e a leste com a Diocese de Mogi das Cruzes.
Contanto com 104 paróquias e duas áreas pastorais, a diocese está eclesiasticamente dividida em cinco regiões episcopais: Itaquera, Itaim Paulista, Guaianases, Penha e São Miguel,  que por sua vez são divididas em catorze setores pastorais: Cidade A. E. Carvalho, Cidade Tiradentes, Itaquera, Guaianases, Artur Alvim, Cangaíba, Cidade Líder, Vila Esperança, Ermelino Matarazzo, Itaim Paulista, Jardim Helena, Jardim Silva Teles, Ponte Rasa e São Miguel. São 142 padres entre seculares e religiosos e sete diáconos permanentes.
| Região Episcopal | Setor Pastoral     | Paróquia                                   | Bairro                   | Ano de ereção | Observação         |
| ---------------- | ------------------ | ------------------------------------------ | ------------------------ | ------------- | ------------------ |
| São Miguel       | São Miguel         | São Miguel Arcanjo                         | São Miguel Paulista      | 1903          | Catedral Diocesana |
| São Miguel       | São Miguel         | Nossa Senhora de Fátima                    | Vila Curuçá              | 1968          |                    |
| São Miguel       | São Miguel         | Sant'Ana                                   | Cid. Nova São Miguel     | 1986          |                    |
| São Miguel       | São Miguel         | Santa Luzia                                | Vila Jacuí               | 1986          |                    |
| São Miguel       | São Miguel         | Imaculado Coração de Maria                 | Jardim Santana           | 1998          |                    |
| São Miguel       | São Miguel         | Nossa Senhora do Rosário                   | Vila Rosária             | 2005          |                    |
| São Miguel       | São Miguel         | Nossa Senhora Aparecida                    | Jardim Nair              | 2007          |                    |
| São Miguel       | São Miguel         | São José                                   | Jardim Lajeado           | 2007          |                    |
| São Miguel       | São Miguel         | São José Patriarca                         | Vila Nova Curuçá         | 2017          |                    |
| São Miguel       | Ermelino Matarazzo | São Francisco de Assis                     | Ermelino Matarazzo       | 1958          |                    |
| São Miguel       | Ermelino Matarazzo | Nossa Senhora Aparecida                    | Jardim Três Marias       | 1985          |                    |
| São Miguel       | Ermelino Matarazzo | São Pedro Apóstolo                         | Cidade Pedro J. Nunes    | 1985          |                    |
| São Miguel       | Ermelino Matarazzo | São José                                   | Jardim Matarazzo         | 1995          |                    |
| São Miguel       | Ermelino Matarazzo | São Carlos Borromeu                        | Jardim São Carlos        | 2001          |                    |
| São Miguel       | Ermelino Matarazzo | Cristo Mestre                              | Jardim Verônia           | 2004          |                    |
| São Miguel       | Ermelino Matarazzo | Cristo Redentor                            | Parque Boturussu         | 2007          |                    |
| São Miguel       | Ermelino Matarazzo | Santo Antônio de Sant'Ana Galvão           | Jardim Keralux           | 2009          |                    |
| São Miguel       | Ermelino Matarazzo | Cristo Rei                                 | Jardim das Camélias      | 2013          |                    |
| Itaim Paulista   | Itaim Paulista     | São João Batista                           | Vila Alabama             | 1957          |                    |
| Itaim Paulista   | Itaim Paulista     | Bom Jesus das Oliveiras                    | Jardim das Oliveiras     | 1987          |                    |
| Itaim Paulista   | Itaim Paulista     | São Marcos                                 | Jd. Camargo Novo         | 1987          |                    |
| Itaim Paulista   | Itaim Paulista     | Sagrada Família                            | Jardim Mabel             | 2001          |                    |
| Itaim Paulista   | Itaim Paulista     | Nossa Senhora do Caminho                   | Jardim do Carmo          | 2004          |                    |
| Itaim Paulista   | Itaim Paulista     | São Paulo Apóstolo                         | Cidade Kemel II          | 2005          |                    |
| Itaim Paulista   | Itaim Paulista     | São Sebastião Mártir                       | Vila Nova Itaim          | 2019          |                    |
| Itaim Paulista   | Jardim Helena      | Santa Rosa de Lima                         | Parque Paulistano        | 1968          |                    |
| Itaim Paulista   | Jardim Helena      | São José Operário                          | Vila Itaim               | 1987          |                    |
| Itaim Paulista   | Jardim Helena      | Nossa Senhora Aparecida                    | Jardim Helena            | 1993          |                    |
| Itaim Paulista   | Jardim Helena      | São Joaquim                                | Jardim Noemia            | 2010          |                    |
| São Miguel       | Ponte Rasa         | Nossa Senhora Aparecida                    | Vila Pauabe              | 1958          |                    |
| São Miguel       | Ponte Rasa         | São Judas Tadeu                            | Jardim Penha             | 1958          |                    |
| São Miguel       | Ponte Rasa         | Santo Antônio                              | Burgo Paulista           | 1960          |                    |
| São Miguel       | Ponte Rasa         | Sagrada Família                            | Vila Praia               | 1964          |                    |
| São Miguel       | Ponte Rasa         | Nossa Senhora de Fátima                    | Jardim Popular           | 1968          |                    |
| São Miguel       | Ponte Rasa         | Nossa Senhora Aparecida                    | Parque Boturuçu          | 1985          |                    |
| São Miguel       | Ponte Rasa         | Santa Luzia                                | Vila Cisper              | 1995          |                    |
| São Miguel       | Ponte Rasa         | São José                                   | Jardim Brasília          | 1996          |                    |
| Itaim Paulista   | Silva Telles       | Jesus de Nazaré                            | Jardim Senise            | 1987          |                    |
| Itaim Paulista   | Silva Telles       | São José                                   | Jardim Camargo Velho     | 1987          |                    |
| Itaim Paulista   | Silva Telles       | São Judas Tadeu                            | Vila Silva Teles         | 1997          |                    |
| Itaim Paulista   | Silva Telles       | Santa Rita de Cássia                       | Parque Santa Rita        | 1998          |                    |
| Itaim Paulista   | Silva Telles       | Nossa Senhora Aparecida                    | Jardim Miragaia          | 2006          |                    |
| Itaquera         | A.E. Carvalho      | Sant'Ana                                   | Itaquera                 | 1964          |                    |
| Itaquera         | A.E. Carvalho      | Cristo Ressuscitado                        | Cidade A.E.Carvalho      | 1968          |                    |
| Itaquera         | A.E. Carvalho      | São Sebastião                              | Vila Progresso           | 1995          |                    |
| Itaquera         | A.E. Carvalho      | Santo Expedito                             | Jardim Vila Nova         | 2001          |                    |
| Itaquera         | A.E. Carvalho      | São José                                   | Parque Guarani           | 2001          |                    |
| Itaquera         | A.E. Carvalho      | Nossa Senhora Rainha dos Apóstolos         | Conj. Hab. Águia de Haia | 2014          |                    |
| Guaianases       | Cidade Tiradentes  | Senhor Santo Cristo                        | Cidade Tiradentes        | 1985          |                    |
| Guaianases       | Cidade Tiradentes  | São José                                   | Cidade Tiradentes        | 1999          |                    |
| Guaianases       | Cidade Tiradentes  | Sagrado Coração de Jesus                   | Cidade Tiradentes        | 2000          |                    |
| Guaianases       | Cidade Tiradentes  | Santa Verônica Giuliani                    | Cidade Tiradentes        | 2002          |                    |
| Guaianases       | Guaianases         | São Benedito                               | Guaianases               | 1954          |                    |
| Guaianases       | Guaianases         | Sagrada Família                            | Vila Minerva             | 1985          |                    |
| Guaianases       | Cidade Tiradentes  | Sagrado Coração de Jesus                   | Cohab Prestes Maia       | 1985          |                    |
| Guaianases       | Guaianases         | São Pedro Apóstolo                         | Jardim São Pedro         | 1997          |                    |
| Guaianases       | Guaianases         | Bom Pastor                                 | Jardim Centenário        | 1998          |                    |
| Guaianases       | Guaianases         | Nossa Senhora da Glória                    | Jardim São Paulo         | 1998          |                    |
| Guaianases       | Guaianases         | São Paulo Apóstolo                         | Jardim São Paulo         | 1999          |                    |
| Guaianases       | Guaianases         | Santa Quitéria                             | Guaianases               | 2005          |                    |
| Guaianases       | Guaianases         | São Francisco de Assis                     | Vila Ferreira            | 2007          |                    |
| Guaianases       | Guaianases         | São Francisco Xavier                       | Vila Cosmopolita         | 2008          |                    |
| Guaianases       | Guaianases         | São João XXIII                             | Vila Chabilândia         | 2008          |                    |
| Itaquera         | Itaquera           | Nossa Senhora do Carmo                     | Itaquera                 | 1928          |                    |
| Itaquera         | Itaquera           | Nossa Senhora das Graças                   | Parada XV Novembro       | 1964          |                    |
| Itaquera         | Itaquera           | São José Operário                          | Conj. José Bonifácio     | 1985          |                    |
| Itaquera         | Itaquera           | Nossa Senhora Aparecida                    | Itaquera                 | 1989          |                    |
| Itaquera         | Itaquera           | Santo Agostinho                            | Conj. José Bonifácio     | 1994          |                    |
| Itaquera         | Itaquera           | Nossa Senhora das Graças                   | Jardim Copa              | 1997          |                    |
| Itaquera         | Itaquera           | Nossa Senhora do Divino Pranto             | Jardim Laura             | 2004          |                    |
| Penha            | Artur Alvim        | Santo Antônio                              | Vila Ré                  | 1957          |                    |
| Penha            | Artur Alvim        | Santo Antônio                              | Cidade Patriarca         | 1958          |                    |
| Penha            | Artur Alvim        | Nossa Senhora Aparecida                    | Vila Granada             | 1960          |                    |
| Penha            | Artur Alvim        | Santa Luzia                                | Jardim Nordeste          | 1965          |                    |
| Penha            | Artur Alvim        | Santa Teresa                               | Artur Alvim              | 1966          |                    |
| Penha            | Artur Alvim        | Nossa Senhora Aparecida                    | Vila Nhocuné             | 1990          |                    |
| Penha            | Artur Alvim        | Nossa Senhora de Fátima                    | Jardim São João          | 1994          |                    |
| Penha            | Artur Alvim        | São Pedro Apóstolo                         | Parque Artur Alvim       | 2008          |                    |
| Penha            | Cangaíba           | Nossa Senhora da Penha                     | Penha de França          | 1796          |                    |
| Penha            | Cangaíba           | Nossa Senhora do Monte Virgem              | Vila Santana             | 1940          |                    |
| Penha            | Cangaíba           | Bom Jesus                                  | Cangaíba                 | 1957          |                    |
| Penha            | Cangaíba           | Santo Onofre                               | Engenheiro Goulart       | 1958          |                    |
| Penha            | Cangaíba           | Nossa Senhora de Fátima e São João Batista | Jardim Concórdia         | 1962          |                    |
| Penha            | Cangaíba           | Santo Antônio                              | Engenheiro Trindade      | 1962          |                    |
| Penha            | Cangaíba           | Santo Estêvão Mártir                       | Vila São Geraldo         | 1962          |                    |
| Penha            | Cangaíba           | São Paulo Apóstolo                         | Vila Rui Barbosa         | 1995          |                    |
| Penha            | Cangaíba           | Santa Rita de Cássia                       | Jardim Danfer            | 2008          |                    |
| Penha            | Cidade Líder       | Cristo Redentor                            | Cidade Líder             | 1986          |                    |
| Penha            | Cidade Líder       | Nossa Senhora da Paz                       | Jd. N. Sra. do Carmo     | 1986          |                    |
| Penha            | Cidade Líder       | São Francisco de Assis dos Pequeninos      | Cohab P.J. Anchieta      | 1986          |                    |
| Penha            | Cidade Líder       | São José                                   | Vila Buenos Aires        | 1996          |                    |
| Penha            | Cidade Líder       | Santa Teresinha                            | Jardim Santa Teresinha   | 1997          |                    |
| Penha            | Cidade Líder       | Divino Espírito Santo                      | Cohab 1 J. Anchieta      | 2001          |                    |
| Penha            | Cidade Líder       | Santa Maria de Nazaré                      | Jardim Santa Maria       | 2001          |                    |
| Penha            | Cidade Líder       | Nossa Senhora de Fátima                    | Jardim Fernandes         | 2005          |                    |
| Penha            | Cidade Líder       | Nossa Senhora Aparecida                    | Jardim Bandeirantes      | 2007          |                    |
| Penha            | Vila Esperança     | Nossa Senhora da Esperança                 | Vila Esperança           | 1930          |                    |
| Penha            | Vila Esperança     | São Pedro Apóstolo                         | Vila Aricanduva          | 1940          |                    |
| Penha            | Vila Esperança     | São Francisco de Assis                     | Vila Guilhermina         | 1950          |                    |
| Penha            | Vila Esperança     | Nossa Senhora do Belo Ramo                 | Vila Matilde             | 1957          |                    |
| Penha            | Vila Esperança     | Santo Antônio                              | Vila Talarico            | 1957          |                    |
| Penha            | Vila Esperança     | Jesus Adolescente                          | Vila Eutália             | 1967          |                    |
| Penha            | Vila Esperança     | São João Evangelista                       | Vila Marieta             | 1969          |                    |

Demais Igrejas não constituídas como Paróquias:
| Região Episcopal    | Setor Pastoral     | Nome                              | Observações           |
| ------------------- | ------------------ | --------------------------------- | --------------------- |
| Penha               | Cangaíba           | Nossa Senhora da Penha            | Santuário Eucarístico |
| São Miguel          | Ermelino Matarazzo | São Benedito, O Negro             | Área Pastoral         |
| Itaquera-Guaianases | Itaquera           | Nossa Senhora do Perpétuo Socorro | Área Pastoral         |